# Nokomis, Florida
Nokomis är en ort i Sarasota County i delstaten Florida, USA.